# Емілі Дек'єнн
Емілі Дек'єнн (також — Емілі Декенн фр. Émilie Dequenne; 29 серпня 1981, Бельой, (Ено), Бельгія — 16 березня 2025, Вільжуїф) — франкомовна бельгійська акторка. Володарка Призу за найкращу жіночу роль 52-го Каннського кінофестивалю (1999); лауреатка премії «Сезар» (2020) .

## Біографія
Емілі Дек'єнн народилася в містечку Бельой бельгійської провінції Ено 29 серпня 1981 року. З восьми років вона відвідувала курси дикції й ораторського мистецтва Музичної академії в Бодурі. У 1994—1996 роках Дек'єнн працювала в театральній майстерні Théâtre La Relève, там вона уперше спробувала себе в акторській іпостасі.
У 1999 році Емілі отримала головну роль у фільмі «Розетта» братів Дарденн. Фільм був удостоєний Золотої пальмової гілки Каннського кінофестивалю, а Емілі отримала приз як найкраща акторка. У 2001 році Дек'єнн знялася в історичному трилері режисера Крістофа Ганса «Братерство вовка», де її партнерами по знімальному майданчику були Марк Дакаскос, Венсан Кассель та Моніка Беллуччі.
Стрічка «Напарник» (2004) принесла Емілі номінацію на премію «Сезар» за найкращу жіночу роль другого плану, але перемога в ній дісталася Маріон Котіяр (фільм «Довгі заручини»). У 2007 році Дек'єнн зіграла епізодичну роль в кіноальманасі «У кожного своє кіно», знятого до ювілею кінофестивалю в Каннах.
У 2012 році Емілі Дек'єнн знялася в драмі бельгійського режисера Жоакіма Лафосса «Після кохання». Її героїня — молода жінка, сімейне життя якої складається невдало і приходить до трагічної розв'язки. За цю роль Емілі була удостоєна декількох національних і міжнародних премій, у тому числі нагороди конкурсу «Особливий погляд» в Каннах і призу за найкращу жіночу роль на фестивалі в Палм-Спрінгс.

## Особисте життя
Емілі Дек'єнн мала доньку Мію, яка народилася у 17 липня 2002 року.

## Смерть
Емілі Дек'єнн померла 16 березня 2025 року у віці 43 років у лікарні Гюстава-Руссі в Вільжуїф, Франція, через два роки після діагностування рідкісного онкологічного захворювання — адренокортикальної карциноми.

## Фільмографія (вибіркова)

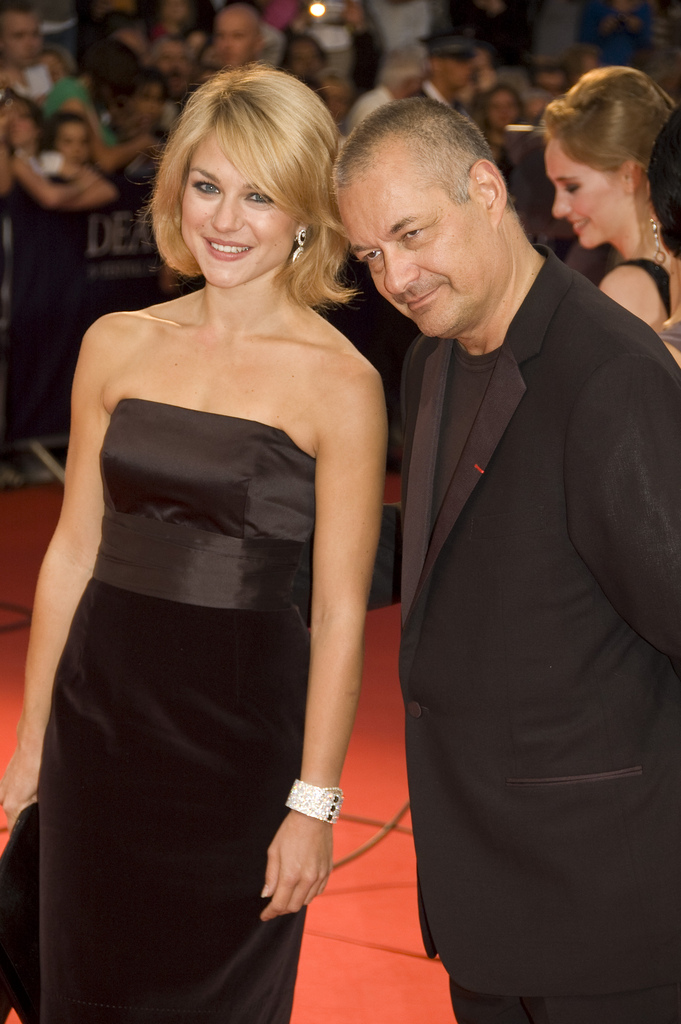
Емілі Дек'єнн з Жаном-П'єром Жене (2009).

| Рік  | Назва                        | Оригінальна назва                                                                             | Роль           |
| ---- | ---------------------------- | --------------------------------------------------------------------------------------------- | -------------- |
| 1999 | Розетта                      | Rosetta                                                                                       | Розетта        |
| 2001 | Братерство вовка             | Le Pacte des loups                                                                            | Маріанна       |
| 2001 | Так, але…                    | Oui, mais…                                                                                    |                |
| 2002 | Домогосподарка               | Une femme de ménage                                                                           | Лаура          |
| 2003 | Знайомтеся, Ваша вдова       | Mariées mais pas trop                                                                         | Лоранс         |
| 2004 | Американець                  | L'Américain                                                                                   | Неллі          |
| 2004 | Напарник                     | L'Équipier                                                                                    | Бріджит        |
| 2004 | Міст короля Людовіка Святого | Le Pont du roi Saint-Louis                                                                    | дона Клара     |
| 2005 | Поки не стане надто пізно    | Avant qu'il ne soit trop tard                                                                 | Аурелія        |
| 2005 | Сполучені штати Альбера      | Les États-Unis d'Albert                                                                       | Грейс Карсон   |
| 2005 | Викрадачка                   | La Ravisseuse                                                                                 | Шарлотта       |
| 2006 | Великий Мольн                | Le Grand Meaulnes                                                                             | Валентін       |
| 2007 | По той бік звуку             | Écoute le temps                                                                               | Шарлотта       |
| 2007 | У кожного своє кіно          | Chacun son cinéma ou Ce petit coup au coeur quand la lumiere s'eteint et que le film commence | плачуча жінка  |
| 2008 | Шарлотта Корде               | Charlotte Corday                                                                              | Шарлотта Корде |
| 2009 | Я забув вам сказати          | J'ai oublié de te dire                                                                        | Марі           |
| 2009 | Донька лінії метро           | La Fille du RER                                                                               | Жанна          |
| 2010 | Зграя                        | La Meute                                                                                      | Шарлотта Массо |
| 2012 | Після кохання                | À perdre la raison                                                                            | Мюріель        |
| 2012 | Перетин                      | La Traversée                                                                                  | Сара Арендт    |
| 2013 | Мебіус                       | Möbius                                                                                        | Сандра         |
| 2014 | Кохання на Різдво            | Divin Enfant                                                                                  | Сара           |
| 2014 | Не в його стилі              | Pas son genre                                                                                 | Дженіфер       |
| 2017 | До побачення там, нагорі     | Au revoir là-haut                                                                             | Мадлен Перикур |
| 2017 | З нами                       | Chez nous                                                                                     | Полін Дюез     |

## Визнання
| Рік                                    | Категорія                                        | Фільм            | Результат |
| -------------------------------------- | ------------------------------------------------ | ---------------- | --------- |
| Каннський кінофестиваль                |                                                  |                  |           |
| 1999                                   | Приз за найкращу жіночу роль                     | Розетта          | Перемога  |
| 2012                                   | Приз програми Особливий погляд найкращій акторці | Після кохання    | Перемога  |
| Приз Європейської кіноакадемії         |                                                  |                  |           |
| 1999                                   | Найкраща акторка                                 | Розетта          | Номінація |
| 2012                                   | Найкраща акторка                                 | Після кохання    | Номінація |
| Премія «Сезар»                         |                                                  |                  |           |
| 2000                                   | Найперспективніша акторка                        | Розетта          | Номінація |
| 2003                                   | Найперспективніша акторка                        | Домогосподарка   | Номінація |
| 2005                                   | Найкраща акторка другого плану                   | Напарник         | Номінація |
| 2015                                   | Найкраща акторка                                 | Не в його стилі  | Номінація |
| Фестиваль романтичних фільмів у Кабурі |                                                  |                  |           |
| 2001                                   | Найкраща нова акторка                            | Братерство вовка | Перемога  |
| Кінофестиваль в Палм-Спрінгс           |                                                  |                  |           |
| 2013                                   | Приз ФІПРЕССІ найкращій акторці                  | Після кохання    | Перемога  |
| Премія «Маргітт»                       |                                                  |                  |           |
| 2013                                   | Найкраща акторка                                 | Після кохання    | Перемога  |
| 2015                                   | Найкраща акторка                                 | Не в його стилі  | Перемога  |
| 2018                                   | Найкраща акторка                                 | З нами           | Перемога  |
| Премія «Люм'єр»                        |                                                  |                  |           |
| 2015                                   | Найкраща акторка                                 | Не в його стилі  | Номінація |